# Adh-Dhahabi
Muhammad ibn Ahmad ibn `Uthman ibn Qayyum `Abu `Abd Allah Shams ad-Din adh-Dhahabi (arabiska: محمد بن احمد بن عثمان بن قيوم ، أبو عبد الله شمس الدين الذهبي), född 5 oktober 1274, död 3 februari 1348 i Damaskus, var en syrisk shafi-lärd och historiker. Hans far, Shihaab ad-Deen Ahmad ibn ‘Uthmaan, var guldsmed och så framgångsrik att han blev känd som adh-Dhahabi (dhahab = guld).

## Biografi
Adh-Dhahabi besatt stor kunskap och var väl påläst i den islamiska vetenskapen som till exempel aqida (trosprincipen), fiqh (juridik), hadith, recitationer av Koranen, usul al-fiqh. Han var en ledande gestalt i kunskapen av halal och haram, och i hadith och dess vetenskap. Han var även ivrigt engagerad i sunna och fördömde anhängarna av nya läror.

## Hans lärare
Några av hans lärare var:
- Han studerade hadithen när han var 18 år gammal. I Damaskus lärde han sig ahadith från ‘Umar ibn al-Qawwaas, Ahmad ibn Hibatullah ibn ‘Asaakir, Yoosuf ibn Ahmad al-Ghasooli och andra. I Baalbek lärde han sig ahadith från ‘Abd al-Khaaliq ibn ‘Alwaan, Zaynab bint ‘Umar ibn Kindi och andra.
- I Egypten lärde han sig ahadith från al-Abraqoohi, ‘Eesa ibn ‘Abd al-Mun’im ibn Shihaab, Shaykh al-Islaam ibn Daqeeq al-‘Eid, al-Haafiz Abu Muhammad ad-Dimyaati, al-Haafiz Abu’l-‘Abbaas ibn az-Zaahiri och andra.
- I Alexandria lärde han sig ahadith från Abu’l-Hasan ‘Ali ibn Ahmad al-Ghuraafi, Abu’l-Hasan Yahya ibn Ahmad ibn as-Sawwaaf och andra.
- I Makkah lärde han sig ahadith från at-Tawrazi och andra.
- I Aleppo lärde han sig ahadith från Sanqar az-Zayni och andra.
- I Nablus lärde han sig ahadith från al-‘Imaad ibn Badraan.

## Hans elever
De mest kända av hans elever var följande:
- Al-Haafiz ‘Imaad ad-Deen Ismaa’eel ibn ‘Umar ibn Katheer, författaren av Tafseer
- Al-Haafiz Zayn ad-Deen ‘Abd ar-Rahmaan ibn al-Hasan ibn Muhammad as-Salaami
- Salah ad-Deen Khaleel ibn Abeek as-Safadi
- Shams ad-Deen Abu’l-Mahaasin, Muhammad ibn ‘Ali ibn al-Hasan al-Husayni ad-Dimashqi
- Taj ad-Deen Abu Nasr, ‘Abd al-Wahhaab ibn ‘Ali as-Subki

## Hans ‘aqeedah
Adh-Dhahabi följde ‘aqeedah av Ahl as-Sunnah wa’l-Jamaa’ah; han höll fast vid den, försvarade den, spred den, försvarade dess lära och skrev ett antal böcker på ‘aqeedah, inklusive följande:
- Kitaab al-‘Uluw
- Kitaab al-‘Arsh
- Kitaab al-Arba’een fi Sifaat Rabb il-‘Alameen
- Risaalat at-Tamassuk bi’s-Sunan wa’t-Tahdheer min al-Bida’

## Hans död
Adh-Dhahabi dog under natten måndagen den 3 februari 1348 och begravdes följande dag på begravningsplatsen Bab al-Saghir i Damaskus.